# Амилија (Охајо)
Амилија (енгл. Amelia) град је у америчкој савезној држави Охајо.

## Демографија
По попису из 2010. године број становника је 4.801, што је 2.049 (74,5%) становника више него 2000. године.
| Група             | 2000.         | 2010.         |
| Белци             | 2.650 (96,3%) | 4.511 (94,0%) |
| Афроамериканци    | 16 (0,6%)     | 78 (1,6%)     |
| Азијати           | 8 (0,3%)      | 35 (0,7%)     |
| Хиспаноамериканци | 35 (1,3%)     | 91 (1,9%)     |
| Укупно            | 2.752         | 4.801         |